# Lynn J. Gillespie
Lynn J. Gillespie (Toronto, 1958) es una botánica y curadora canadiense.
En 1978 obtuvo su licenciatura en biología por la Universidad de Carleton en Ottawa. En 1983, realizó su maestría en botánica en la Universidad de California en Davis. En 1988, obtuvo un doctorado en la misma universidad.
Entre 1989 a 1991, estuvo adscripta al Departamento de botánica del Museo Nacional de Historia Natural del Instituto Smithsoniano; además, pasó varios meses en las tierras altas de Guyana recolectando plantas para el Programa de Diversidad Biológica del Escudo Guayanés.
Es investigadora en el Museo Canadiense de la Naturaleza, también es profesora adjunta en la Universidad de Ottawa y adjunta en la Comisión sobre la Condición de Vida Silvestre en Peligro en Canadá (COSEWIC). Se especializa en la flora del Ártico canadiense, en sistemática molecular y biología evolutiva de las angiospermas, especialmente en la familia Euphorbiaceae y en el género Poa.

## Algunas publicaciones
- Alsos, I.G., Gillespie, L.J., Marusik, Y.M. (2009). Arctic Islands. Biology pp 47-55 In Gillespie, R. and Clague, D. (eds.), Encyclopedia of Islands. University of California Press, Berkeley CA
- Consaul, L.L., Gillespie, L.J., Waterway, M.J. (2008). A New Species of Alkaligrass (Puccinellia, Poaceae) from the Western North American Arctic. Novon 18: 16-20
- Consaul, L.L., Gillespie, L.J., Waterway, M.J. (2008). Systematics of Three North American Polyploid Arctic alkaligrasses (Puccinellia, Poaceae): Morphology, Ploidy, and AFLP Markers. Botany 86: 916-937
- Consaul, L.L., Gillespie, L.J., Waterway, M.J. (2008). Systematics of North American Arctic Diploid Puccinellia (Poaceae): Morphology, DNA Content, and AFLP Markers. Systematic Botany 33: 251-261
- Gillespie, L.J., Soreng, R.J., Bull, R., Jacobs, S.W.L., Refulio-Rodriguez, N.F. (2008). Phylogenetic Relationships in Subtribe Poinae (Poaceae, Poeae) Based on Nuclear ITS and Chloroplast trnT-trnF Sequences. Botany 86: 938-967
- Jacobs, S.W.L., Gillespie, L.J., Soreng, R.J. 2008. New Combinations in Hookerochloa and Poa (Gramineae). Telopea 12(2): 273-278
- Li Bingtao, L.J. Gillespie. (2008). Pachystylidium. En: Wu Zhengyi, Raven, P.H. and Hong Deyuan (eds). Flora of China. Vol. 11. Missouri Botanical Garden Press, St. Louis
- Makkay, K., Pick, F.R., Gillespie, L.J. (2008). Predicting diversity versus community composition of aquatic plants at the river scale. Aquatic Botany 88: 338-346
- Qiu Huaxing and Gillespie, L.J. (2008). Cnesmone, Megistostigma. En: Wu Zhengyi, Raven, P.H. and Hong Deyuan (eds). Flora of China. Vol. 11. Missouri Botanical Garden Press, St. Louis
- Aiken, S.G., Dallwitz, M.J., Consaul, L.L., McJannet, C.L., Boles, R.L., Argus, G.W., Gillett, J.M., Scott, P.J., Elven, R., LeBlanc, M.C., Gillespie, L.J., Brysting, A.K., Solstad, H., Harris, J.G. (2007). Flora of the Canadian Arctic Archipelago: Descriptions, Illustrations, Identification, and Information Retrieval. [CD-ROM] NRC Research Press, National Research Council of Canada, Ottawa
- Gillespie, L.J. (2007). Omphalea, Pachystylidium. En: Santisuk, T. and Larsen, K. (eds). Flora of Thailand. Vol. 8(2). Euphorbiaceae. Forestry Department. Bangkok
- ----------------. (2007). A Revision of Paleotropical Plukenetia (Euphorbiaceae) Including Two New Species from Madagascar. Systematic Botany 32(4): 780–802
- ----------------, A. Archambault, R.J. Soreng. (2007). Phylogeny of Poa (Poaceae) Based on trnT-trnF Sequence Data: Major Clades and Basal Relationships. En: Columbus, J.T., Friar, E.A., Porter, J.M., Prince, L.M. and Simpson, M.G. (eds.) Monocots: Comparative Biology and Evolution-Poales. Rancho Santa Ana Botanic Garden, Claremont, California, Aliso 23: 420-434
- ----------------, S.S. Larsen. (2007). Plukenetia. En: Santisuk, T. and Larsen, K. (eds). Flora of Thailand. Vol. 8(2). Euphorbiaceae. Forestry Department. Bangkok, Tailandia
- Soreng, R.J., and Gillespie, L.J. (2007). Nicoraepoa (Poaceae, Poeae), a New South American Genus Based on Poa Subgenus Andinae, and Emendation of Poa section Parodiochloa of the Sub-Antarctic Islands. Ann. of the Missouri Botanical Garden 94: 821–849
- Consaul, L.L., Gillespie, L.J., MacInnes, K.I. (2005, publicado 2007). Addition to the Flora of Canada? A Specimen from the Arctic Archipelago, Northwest Territories Links Two Allopatric Species of Alkali Grass (Puccinellia). Canadian Field-Naturalist 119(4): 497-506
- Gillespie, L.J., Soreng, R.J. (2005). A Phylogenetic Analysis of the Bluegrass Genus Poa L. (Poaceae) Based on cpDNA Restriction Site Data. Systematic Botany 30: 84-105
- Kite, G.C., Hoffmann, P., Lees, D.C., Wurdack, K.J. and Gillespie, L.J. (2005). a-Homonojirimycin and Other Polyhydroxyalkaloids in Suregada Roxb. Ex Rottl. (Euphorbiaceae). Biochemical Systematics and Ecology 33: 1183-1186.
- Healy, C. and Gillespie, L.J. (2004, published 2005). A systematic analysis of the Saxifraga nivalis complex (Saxifragaceae) in the Canadian Arctic using morphology and chloroplast DNA data. Canadian Field-Naturalist 118: 326-340.
- Gillespie, L.J. (2002). Euphorbiaceae. In Mori, S.A., Cremers, G., Gracie, C.A., de Granville, J.-J., Heald, S.V., Hoff, M. and Mitchell, J.D. (eds.), Guide to the Vascular Plants of Central French Guiana, Part 2. Dicotyledons. Memoirs of the New York Botanical Garden 76(2): 266-298
- Consaul, L.L. and Gillespie, L.J. (2001). A Re-evaluation of Species Limits in Canadian Arctic Island Puccinellia (Poaceae): Resolving Key Characters. Canadian Journal of Botany 79: 927-956
- Gillespie, L.J. and Boles, R. (2001). Phylogenetic Relationships and Infraspecific Variation in Canadian Arctic Poa based on Chloroplast DNA Restriction Site Data. Canadian Journal of Botany 79: 679-701
- Suárez-Cervera, M., Gillespie, L.J., Arcalís, E., Castells, T., Márquez, J., Le-Thomas, A., Lobreau-Callen, D., Seoane-Camba, J.A. (2001). Taxonomic Significance of the Apertural Structure in the Euphorbiaceae Pollen Grains: Tribes Plukenetieae and Euphorbieae. Grana 40: 78-104
- Aiken, S.G., Dallwitz, M.J., McJannet, C.L., Gillespie, L.J. and Consaul, L.L. (1999). Saxifragaceae of the Canadian Arctic Archipelago: a Delta Database for Interactive Identification and Illustrated Information Retrieval. Canadian Journal of Botany 76: 2020-2036
- Fernández-González, D., Marquez, D., Gillespie, L.J. and Suárez-Cervera, M. (1999). Pollen Grain Ultrastructure of Two African Species of the Subtribe Tragiinae (Euphorbiaceae). Palaeoecology in Africa 26: 201-205
- Gillespie, L.J. (1999). Euphorbiaceae: Acidoton, Astrococcus, Haematostemon, Omphale, Pera, Plukenetia, Tragia. In Steyermark, J.A. et al. (eds.), Flora of the Venezuelan Guayana. Missouri Botanical Garden, St. Louis MO and Timber Press, Portland OR
- Roberts-Pichette, P. and Gillespie, L.J. (1999). Terrestrial Vegetation Biodiversity Monitoring Protocols. Ecological Monitoring and Assessment Network (EMAN) Occasional Paper Series, Report No. 9. (90 pp). (Web sitio consultado el 17 de diciembre de 2008)
- Gillespie, L.J. (1997). Omphalea (Euphorbiaceae) in Madagascar: A New Species and a New Combination. Novon 7: 127-136
- ----------------, S.A. Aiken, L.L. Consaul. (1997). Hybridization and the Origin of the Arctic Grass Poa hartzii (Poaceae): Evidence from Morphology and Chloroplast DNA Restriction Site Data. Canadian Journal of Botany 75: 1978-1997
- ----------------, W.S. Armbruster. (1997). A Contribution to the Guianan Flora: Dalechampia, Haematostemon, Omphalea, Pera, Plukenetia, and Tragia (Euphorbiaceae) with Notes on Subfamily Acalyphoideae. Smithsonian Contributions to Botany. Vol. 86. Smithsonian Institution Press, Washington DC.
- Soltis, D.E., Soltis, P.S., Nickrent, D.L., Johnson, L.A., Hahn, W.J., Hoot, S.B., Sakamoto, J.A., Kuzoff, R.K., Kron, K.A., Chase, M.W., Swensen, S.M., Zimmer, E.A., Chaw, S., Gillespie, L.J., Kress, J.W. and Sytsma, K.J. 1997. Angiosperm Phylogeny Inferred from 18S Ribosomal DNA Sequences. Annals of the Missouri Botanical Garden 84: 1-49
- Gillespie, L.J. (1994). Pollen Morphology and Phylogeny of the Plukenetieae (Euphorbiaceae). Proceedings of the International Conference on the Systematics of the Euphorbiaceae, 1989. Annals of the Missouri Botanical Garden 81: 317-348
- ----------------. (1994). A New Section and Two New Species of Tragia (Euphorbiaceae) from Venezuelan Guayana and French Guiana. Novon 4: 330-338
- ----------------, Nowicke, J.W. (1994). Systematic Implications of Pollen Morphology in Gnetum. Acta Gallica 141: 131-139
- ----------------. (1993). Euphorbiaceae of the Guianas: Annotated Species Checklist and Key to the Genera. Brittonia 45: 56-94
- ----------------. (1993). A Synopsis of Neotropical Plukenetia (Euphorbiaceae) Including Two New Species. Systematic Botany 18: 575-592

### Libros
- * Hollowell, T., Gillespie, L.J., Funk, V.A., Kelloff, C.L. (2003). Smithsonian Plant Collections, Guyana: 1989-1991, Lynn J. Gillespie. Contributions from the United States National Herbarium 44. 104 pp.

## Honores
Miembro de
- Sociedad Estadounidense de taxónomos vegetales
- Directorio del Museo de Canadá de Historia Natural[1]